# 高田翔
高田 翔（たかだ しょう、1993年9月14日 - ）は、日本の俳優。
東京都出身。STARTO ENTERTAINMENT所属。

## 来歴
2004年に子役としてデビューし、劇団四季のミュージカル『ライオンキング』に出演するなど2007年までは別の事務所に所属。2007年12月16日にジャニーズ事務所のオーディションを受けてレッスン生となり、同日にオーディションを受けた2008年4月期のテレビドラマ『バッテリー』で準主役に抜擢される。同年7月に『ほんとにあった怖い話 夏の特別編2008「廃屋の螺旋」』では主役を演じた。
ジャニーズJr.としてはHey! Say! JUMPやKis-My-Ft2、A.B.C-Zなどのバックダンサーとしてツアーに同行するが、2015年にはスペシャルドラマも合わせて5本に出演するなど、主に俳優として活動している。
2017年、ミュージカル『Finding Mr.DESTINY〜あなたの初恋探します。』で舞台初主演を務める。
2021年4月22日、ジャニーズ公式サイトで単独ページが開設され、ジャニーズJr.を卒業。
2023年10月18日、ソロで俳優業をメインに活動する8人で「あくたれ」という公式X（旧Twitter）アカウントを開設。

## 出演

### テレビドラマ
- 慶次郎縁側日記 第3シリーズ（2006年、NHK）
- バッテリー（2008年4月3日 - 6月12日、NHK）- 永倉豪 役[10]
- ほんとにあった怖い話 夏の特別編2008『廃屋の螺旋』（2008年、フジテレビ）- 主演・宮本一也 役[11]
- チーム・バチスタの栄光 第2弾 ナイチンゲールの沈黙（2009年10月9日、フジテレビ）- 牧村瑞人 役
- ドラマ特別企画『居酒屋もへじ』（2011年9月25日、TBS）- 米本（高木）明 役
  - 居酒屋もへじ2 -あなたとわたし-（2013年8月5日）
  - 居酒屋もへじ3 -嵐の恋-（2014年8月4日）
  - 居酒屋もへじ4 -恋という字-（2015年6月8日）
  - 居酒屋もへじ5 -母という字-（2016年6月27日）
  - 居酒屋もへじ6 -ありがとう 父ちゃん- （2017年8月28日）
- GTO（2012年7月 - 9月、関西テレビ）- 菊地善人 役
- 心療中-in the Room-（2013年1月 - 3月、日本テレビ）- 田中瞬 役[12]
- 仮面ティーチャー 第1話（2013年7月6日、日本テレビ）- 今井智 役
- 天国の恋（2013年10月 - 12月、フジテレビ、東海テレビ）- 志田元春 役[13]
- ブラック・プレジデント（2014年4月8日 - 6月17日、関西テレビ、フジテレビ）- 前川健太 役[14]
- 土曜ワイド劇場特別企画「スペシャリスト3」（2015年、テレビ朝日）- 照屋勇 役
- 銭の戦争（2015年1月6日 - 3月17日、関西テレビ）- 桜田 慎一 役[15]
- 青春探偵ハルヤ〜大人の悪を許さない!〜（2015年10月15日 - 12月24日、読売テレビ・日本テレビ）- 窪寺和臣 役[16]
- 土曜プレミアム「一千兆円の身代金」（2015年10月17日、フジテレビ）- 大谷哲平 役
- サイレーン 刑事×彼女×完全悪女（2015年10月20日 - 12月15日、カンテレ・フジテレビ系）- 三宅涼介 役
- カンテレ開局60周年特別ドラマ 僕が笑うと（2019年3月26日、カンテレ・フジテレビ系） - 真一（老婦人の孫） 役
- 螢草 菜々の剣（2019年7月26日 - 9月6日、NHK BSプレミアム） - 桂木仙之助 役[17]
- 大江戸もののけ物語（2020年7月17日 - 8月14日、NHK BSプレミアム） - 新海一之進 役[18]
- ぴーすおぶけーき 第8話（2022年12月14日、日本テレビ）

### 映画
- 桜、ふたたびの加奈子（2013年4月6日公開、ショウゲート）- 東山直也 役[19]
- バイロケーション 表 / 裏（2014年1月18日・2月1日公開、角川映画）- 加賀美榮 役[20]
- Endless SHOCK（2021年2月1日公開）[21]
- まくをおろすな!（2023年1月20日公開、ショウゲート） - 寺坂吉右衛門 役[22][23][24]
- 天文館探偵物語（2025年12月5日公開予定、アイエス・フィールド） - 蒲生清彦 役[25]

### 舞台
- ライオンキング（2006年11月 - 2007年3月、劇団四季）- ヤングシンバ 役[4]
- 少年隊 PLAYZONE FINAL 1986〜2008 SHOW TIME Hit Series Change（2008年7月6日 - 8月8日、青山劇場） - 特別参加[26]
- SUMMARY 2008（2008年8月2日 - 9月5日、お台場・青海J地区特設会場「Johnnys Thater」）[26]
- 新春 滝沢革命（2009年1月1日 - 27日、帝国劇場）[27]
- 滝沢演舞城 '09 タッキー & Luck LOVE（2009年3月29日 - 4月26日、新橋演舞場）[27]
- PLAYZONE'09 〜太陽からの手紙〜（2009年7月11日 - 8月9日、青山劇場 / 8月21日 - 26日、梅田芸術劇場）[28]
- Johnny's Dome Theatre 〜SUMMARY〜（2012年9月8日 - 9日、TOKYO DOME CITY HALL）[29]
- ぼくに炎の戦車を（2012年11月3日 - 12月1日、赤坂ACTシアター / 12月8日 - 11日、梅田芸術劇場 / 2013年1月30日 - 2月3日、韓国国立劇場）- 明彦 役[30]
- 愛の唄を歌おう（2014年1月10日 - 1月21日、東急シアターオーブ / 1月25日 - 2月2日、オリックス劇場）- 拓馬 役[31][32]
- ミュージカル「グレイト・ギャツビー」（2016年7月2日 - 10日、サンシャイン劇場 / 7月13日、名古屋市芸術創造センター / 7月15日 - 17日、ロームシアター京都・サウスホール / 7月23日 - 24日、新神戸オリエンタル劇場）- ミカエル 役[33][34]（ミカエリス 役[28]）
- アンダースタディ（2016年9月1日 - 11日、博品館劇場）[35]
- 横浜グラフィティ アゲイン（2017年2月28日 - 3月5日、俳優座劇場）[36]
- ミュージカル「Finding Mr.DESTINY〜あなたの初恋探します。」（2017年8月4日 - 13日、DDD青山クロスシアター / 8月17日・18日、ABCホール）- 主演・ムン・ミニョク / キム・ジョンウク（2役）[7][37]
- オールナイトニッポン50周年舞台『太陽のかわりに音楽を。』（2017年12月7日 - 17日、博品館劇場）- 三雲淳之介 役[38][39]
- 雲のむこう、約束の場所（2018年4月20日 - 24日、東京国際フォーラムホールC / 5月2日、NHKホール大阪） - 白川拓也 役[40]
- 舞台『BOSS CAT』〜シャルル・ペロー『長靴をはいた猫』より〜（2018年7月6日 - 8日、よみうり大手町ホール / 7月19日 - 22日、梅田芸術劇場シアター・ドラマシティ） - 使用人 / 姫 / うさぎ 役（三役）[41]
- 奏劇「ライフ・コンチェルト」ある教誨師の物語〜死刑執行までのカウントダウン（2018年8月29日 - 9月3日、紀伊国屋ホール） - 塩野智嗣 役[42]
- 朗読劇「九十歳。何がめでたい」（2018年11月30日 - 12月1日、明治座 / 12月2日、富山県民会館 / 12月13日、グランシップ中ホール・大地 / 12月17日、新歌舞伎座 / 12月20日、ホクト文化ホール / 12月22日、刈谷市総合文化センター大ホール / 12月24日、やまぎんホール）[43]
- グッドピープル（2019年7月18日 - 25日、博品館劇場）- スティーヴィー 役[44]
- ザ・フォーリナー（2019年10月16日 - 23日、三越劇場 / 11月9日 - 10日、東海市芸術劇場 / 11月20日 - 24日、近鉄アート館）[45] - デビット牧師 役[46]
- 『SHOCK』シリーズ
  - Endless SHOCK 20th Anniversary（2020年2月4日 - 27日[注 1]、帝国劇場）
  - Endless SHOCK -Eternal-（2020年9月15日 - 10月12日、梅田芸術劇場）[48]
  - Endless SHOCK -Eternal-（2021年2月4日 - 3月31日、帝国劇場）[49]
  - Endless SHOCK -Eternal-（2022年4月10日 - 5月31日、帝国劇場 / 9月、博多座）[50]
  - Endless SHOCK・Endless SHOCK -Eternal-（2024年4月11日 - 5月31日、帝国劇場）[51]
  - Endless SHOCK（2024年7月26日 - 8月18日、梅田芸術劇場メインホール / 9月1日 - 29日、博多座）[51][52]
- 岸和田少年愚連隊〜あの頃のハートは今もある〜（2020年 秋の陣）（2020年11月14日 - 23日、こくみん共済 coop ホール）[53]
- SHOW BOY（2021年7月1日 - 27日、シアタークリエ / 7月30日 - 8月1日、新歌舞伎座 / 8月7日、名古屋市公会堂）[54] - 主演ダンサー 役[55]
  - SHOW BOY（2023年7月1日 - 27日、シアタークリエ / 7月28日 - 30日、新歌舞伎座 / 8月12日、愛知県芸術劇場 大ホール） - 主演ダンサー 役[56]
- 恋するアンチヒーロー（2021年9月4日 - 12日、赤坂RED/THEATER） - 主演・真中 役[57]
- 朗読劇『手紙』（2021年9月16日 - 19日、紀伊國屋サザンシアター TAKASHIMAYA）[58] - 武島直貴 役[59]
- 春風外伝2021（2021年10月21日 - 25日、新国立劇場中劇場） - 服部半蔵 役[60]
- 僕らの深夜高速2021（2021年12月15日 - 20日、草月ホール） - 小西康文 役[61]
- ROOTERS〜応援者たち〜（2022年7月6日 - 10日、東京芸術劇場シアターウエスト）[注 2][63]
- まくをおろすな！LIVE（2022年8月2日 - 7日、よみうり大手町ホール、8月10日・11日、中川文化小劇場） - 寺坂吉右衛門 役[23]
- 罠（フランス語版）（2022年10月22日 - 30日、ニッショーホール / 11月2日・3日、松下IMPホール） - マクシマン神父 役[64]
- 舞台『ぴーすおぶけーき』（2023年1月20日 - 29日、天王洲 銀河劇場） - 松平 役[65]
- "Le gai mariage"「ル・ゲィ・マリアージュ〜愉快な結婚〜」II.（2023年10月13日 - 29日、六本木トリコロールシアター） - 主演・アンリ・ド・サシー 役[66]
- バロック音楽劇『ヴィヴァルディ -四季-』（2023年12月9日・10日、ウインクあいち 大ホール / 12月27日・28日、兵庫県立芸術文化センター 阪急中ホール / 2024年1月6日 - 14日、新国立劇場小劇場） - アントニオ 役[67]
- カリズマ（2024年12月7日 - 15日、品川プリンスホテル クラブeX） - 戸部ムツミ 役[68]
- 朗読劇『プールサイドの男たち』vol.4（2024年12月20日 - 27日、六本木トリコロールシアター）[69][70]
- アヴニール夢見が丘2025〜とあるアパートの面白い物語〜（2025年1月9日 - 13日、赤坂RED/THEATER）[71]
- THREE'S 2025（2025年1月29日 - 2月3日、かめありリリオホール）-主演・劉備 役[72]
- 役替わり朗読劇『5years after』-ver.13-（2025年2月11日 - 13日、赤坂RED/THEATER） - 20歳の啓人 役[73][74]
- Fallait pas le dire『それを言っちゃお終い』X.（2025年2月21日 - 3月2日、六本木トリコロールシアター）[75]
- ダブルブッキング2nd!（2025年4月5日 - 13日、新宿シアタートップス・紀伊國屋ホール）[76]
- 午前0時のラジオ局-満月のSAGA-（2025年5月29日 - 6月10日、博品館劇場 / 6月13日 - 15日、佐賀市文化会館 中ホール） - 酒谷昇太 役[77]
- ルネサンス音楽劇『ハムレット』（2025年9月3日 - 9日、新国立劇場小劇場 / 9月13日 - 15日、先斗町歌舞練場） - レアティーズ 役[78]
- 本読みLIVE『すりあくっ!!!』vol.3（2025年9月23日〈予定〉、雷5656会館 ときわホール）[79]
- BSフジ presents VOICEアクト「21歳のボヤージュ〜未来への人生ノート〜」（2025年10月7日 - 9日〈予定〉、亀戸文化センター カメリアホール / 10月11日 - 13日〈予定〉、のぶながホール）[80]

### コンサート
- フォーラム新記録!!ジャニーズJr.［1日4公演やるぞ！］コンサート（2009年6月7日、東京国際フォーラムホールA）[27]
- ジャニーズJr. 夏休み全員集合 1日4公演!!（2009年8月18日、東京国際フォーラムホールA）[27]
- ファン感謝祭DAY 2009 ジャニーズ選抜大運動会（2009年12月13日、東京ドーム）[27]
- 年末ヤング東西歌合戦！ 東西Jr.選抜大集合2010！A.B.C-Z+ジャニーズJr.選抜 VS 中山優馬+関西Jr.選抜（2010年11月26日・27日、NHKホール）[81]
- フレッシュジャニーズJr. IN 横浜アリーナ（2012年12月16日、横浜アリーナ）[82]
- ジャニーズJr.8・8祭〜東京ドームから始まる〜（2019年8月8月、東京ドーム）[83]

### バラエティ
- 百識王（2008年4月 - 2013年9月、フジテレビ）[84]
- モウソリスト（2013年10月[85] - 2014年9月[86]、フジテレビ）
- みんなのKEIBA（2016年1月10日 - 、フジテレビ）- 不定期出演[87]
- アドリブTHEATER（2023年10月19日、11月16日、12月21日、MUSIC ON! TV）[88]
  - アドリブTHEATER＜#特別編＞（2024年3月21日、MUSIC ON! TV）[89]

### ラジオドラマ
- 劇ラヂ!ライブ2016「秘剣つばめ返し」（2016年10月30日、NHKラジオ第1放送）[90]

### CM
- Epic Games「フォートナイト」（2018年12月 - ）[91]
- 大正製薬「クラリチンEX」（2021年1月 - ）[92]